# ساختمان شهرداری کرمانشاه
ساختمان شهرداری کرمانشاه ساختمانی در شهر کرمانشاه است که در سال ۱۸۹۷ در حدود ۵۰۰ متری ضلع شمالی شهرداری و در میدان غدیر (شهناز) ابتدای خیابان شریعتی ساخته شده‌است.

## تاریخچه
این ساختمان توسط سفارت بریتانیا برای کنسولگری بریتانیا در کرمانشاه خریداری شده بود، اما در سال ۱۳۳۷ توسط سلطان محمد دولتشاهی (شهردار وقت کرمانشاه) به قرار متری ۴۰۰ ریال از دولت انگلیس خریداری شده و به عنوان ساختمان مرکزی شهرداری کرمانشاه مورد استفاده قرار می‌گیرد. شهرداری سابق کرمانشاه در میدان شهرداری سابق و محل کنونی مسجد معتضدی قرار داشته‌است. شهرداری کرمانشاه از سال ۱۳۳۹ در این ساختمان مستقر شده‌است.

## ویژگی‌های معماری
شکل ساختمان شهرداری در دو طبقه و دارای زیرزمین می‌باشد، درب‌های چوبی آن از هندوستان آورده شده و در نمای آن از آجر تراش سنتی با شکل‌های مختلف استفاده شده‌است. مساحت این ساختمان ۵۱۹۹۶ متر مربع است که دارای خیابان‌هایی با عرض ۸ متر و پیاده روهایی به عرض ۴ متر برای عابرین است.

## باغ شهرداری
ساختمان شهرداری کرمانشاه و دیگر متعلقات مجموعه همگی در درون باغی قرار دارند که در گذشته باغ قنسولخانۀ انگلیس و سپس باغ شهرداری نامیده شد. مظهر قنات آغنی که از کوه‌های سفیدکوه سرچشمه می‌گیرد و آب قسمت غربی محلۀ برزه‌دماغ را تأمین می‌کرد در درون این باغ قرار دارد. تا سال ۱۳۳۳ که لوله‌کشی آب در شهر کرمانشاه انجام شد، آب غیرآشامیدنی بخشی از شهر از این قنات تأمین می‌شد و میرآب‌های بلدیه آب را خانه به خانه هدایت می کردند تا جریان آن قطع نشود.

## تالار شهر
در محوطۀ باغ شهرداری کرمانشاه، ساختمان یک تالار قرار دارد که «تالار غدیر» نامگذاری شده‌است. ساخت این تالار در سال ۱۳۴۶ و در زمان شهرداری جهانشاه پالیزبان آغاز شد و تا سال ۱۳۴۸ به طول انجامید. پس از انقلاب نام این تالار به «تالار غدیر» تغییر داده‌شد.